# 棋子湾站
棋子湾站，位于中华人民共和国海南省昌江黎族自治县乌烈镇道隆村，是海南西环高速铁路上的高铁站，于2015年12月30日启用营运，由广州局集团管辖。

## 歷史
- 2015年12月30日通车启用[4]。

## 車站周邊
- 峨港小学

## 外部連結
- 中国铁路客户服务中心 （页面存档备份，存于）